# Boxberg (Baden-Württemberg)
Boxberg è un comune tedesco di 6 698 abitanti, situato nel land del Baden-Württemberg.